# Miranda IM
Miranda NG é um programa de mensagens instantâneas baseado em software livre (licença GNU) que une vários dos sistemas mais populares de bate-papo em um único aplicativo. Assim, o usuário do Miranda NG pode usar ao mesmo tempo o ICQ, o MSN Messenger, o Yahoo! Messenger, ou AOL Messenger. Além disso, o programa oferece suporte à plataforma de conversa em tempo real IRC.
O programa aceita cerca de 350 plug-ins e é disponibilizado na versão para instalação como também na versão standalone, podendo rodar diretamente de uma unidade de memória USB.
O Miranda IM foi desenvolvido a partir de 2000 por Richard Hughes, Roland Rabien, Tristan Van de Vreede e outros programadores.

## Compatibilidade

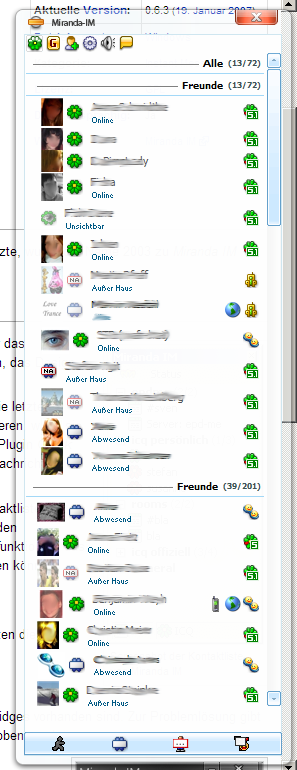
Miranda NG após diversas modificações

Entre os protocolos compatíveis com o Miranda NG estão:
- ICQ
- AIM
- .NET Messenger / MSN
- IRC
- Yahoo!
- XMPP e GTalk
- Skype
- Gadu-Gadu
- QQ
- Tlen
- Battle.net
- NetSend